# Ctenistini
Ctenistini (лат.) — триба жуков-ощупников из семейства стафилинид.

## Распространение
Встречаются всесветно.

## Описание
Мелкие красноватые или коричневатые жуки. Для Ctenistini характерна голова с прямым или Y-образным вдавлением, заполненным чешуйчатыми (утолщёнными и треугольными) щетинками ниже усиков; глазно-мандибулярный киль отсутствует; и каждая лапка с двумя равными коготками. Часто на большей части тела имеются чешуйчатые щетинки, но они могут быть ограничены ямками, бороздами и вентральными сочленениями основных частей тела. Усики длинные и булавовидные. Чешуйчатые щетинки обычно встречаются по всему телу, но могут быть ограничены ямками, бороздами и вентральными сочленениями основных частей тела. Голова обычно с боковыми краями наличника, выступающими под углом или с широкими лопастями, наличник широко закруглен, а затем кратко изрезан узкой вертикальной бороздой непосредственно перед глазами у некоторых североамериканских родов, таких как Ctenisodes (= Pilopius), часто с асимметричными Y-образными или линейными бороздами, заполненными чешуйчатыми щетинками вентральнее места прикрепления усиков; лобный рострум обычно выпуклый и узкий, места прикрепления усиков смыкаются (у Daveyia они широко расставлены, без лобного рострума); отсутствуют глазно-мандибулярные кили; максиллярные щупики с третьим и/или четвёртым, а часто и со вторым члеником, несущим латеральные шипы или сросшиеся пучки щетинок, часто сильно угловатые латерально. Переднеспинка без антебазальной борозды и паранотальных килей. Брюшко с глубокими базальными бороздами на видимом тергите 1 (IV) и видимом стерните 2 (IV); видимый тергит 4 (VII) с сопутствующими паратергитами. Ноги с третьим члеником такой же длины, как два базальных членика вместе взятых; лапки с 2 коготками.
Некоторые роды мирмекофилы, ассоциированы с муравьями, например, Atinus (связан с Prenolepis и Pheidole), Biotus, Ctenisis (вид C. raffrayi Casey 1893 в США связан с Veromessor juliantts (Pergande 1894)), Ctenisodes (Cyphomyrmex, Formica, Ischnomyrrnex, Novomessor).

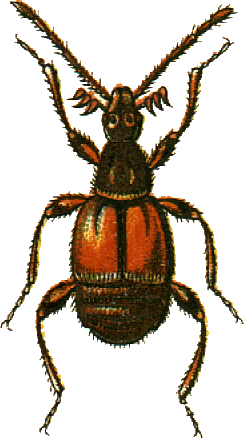
Ctenistes palpalis
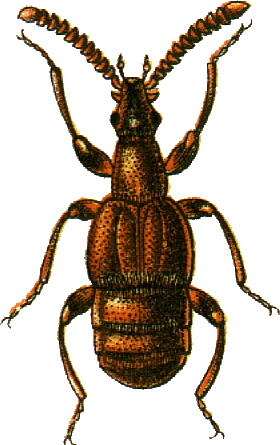
Chennium bituberculatum

## Систематика
Более 30 родов и 210 видов. Триба была впервые выделена в 1845 году французским энтомологом Шарлем Эмилем Бланшаром (Charles Émile Blanchard; 1819—1900) под названием Cténistites Blanchard, 1845, на основании типового рода Ctenistes Reichenbach, 1816. Триба Ctenistini (вместе с синонимизированными с ней таксонами Chenniina Jakobson, 1910 и Petanopini Jeannel, 1954) входит в состав надтрибы Pselaphitae.
- Atinus Horn, 1868 — 2 вида, Северная Америка
- Biotus Casey, 1887 — 1 вид, Северная Америка
- Centrotoma Heyden, 1849 — 8
- Chenniopsis Raffray, 1904 — 1, Мадагаскар
- Chennium Latreille, 1807 — 12
- Ctenicellus Raffray, 1904 — 3
- Ctenisis Raffray, 1890 — 9, Неотропика
- Ctenisodes Raffray, 1897 — 19, Америка
- Ctenisomimus Raffray, 1904 — 2, Африка
- Ctenisomorphus Raffray, 1890 — 7, Азия
- Ctenisophanes Jeannel, 1954 — 4, Мадагаскар[5][6]
- Ctenisophus Raffray, 1890 — 21, Австралия
- Ctenistes Reichenbach, 1816 — 35, широко распространен
- †Ctenistodes Schaufuss, 1890- 1 ископаемый вид
- Ctenistodites Jeannel, 1957 — 1, Ангола[7]
- Desimia Reitter, 1882 — 24
- Edocranes Reitter, 1885 — 8
- Enoptostomus Schaum, 1864 — 19
- Epicaris Reitter, 1882 — 3
- Gnorosus Raffray, 1908 — 2
- Hynneophorus Leleup, 1972 — 1, Мадагаскар[8]
- Laphidioderomimus Leleup, 1972 — 1, Мадагаскар
- Laphidioderus Raffray, 1887 — 1, Южная Африка
- Largeyeus Li & wang, 1993 — 1, Китай
- Metactenistes Jeannel, 1956 — 1, Северная Африка
- Parastectenis Jeannel, 1957 — 1, Ангола[7]
- Poroderus Sharp, 1883 — 15, Юго-Восточная Азия
- Sognorus Reitter, 1881 — 8, Юго-Восточная Азия
- Stectenidius Jeannel, 1957 — 1, Ангола[7]